# 엘리자베스 데니히

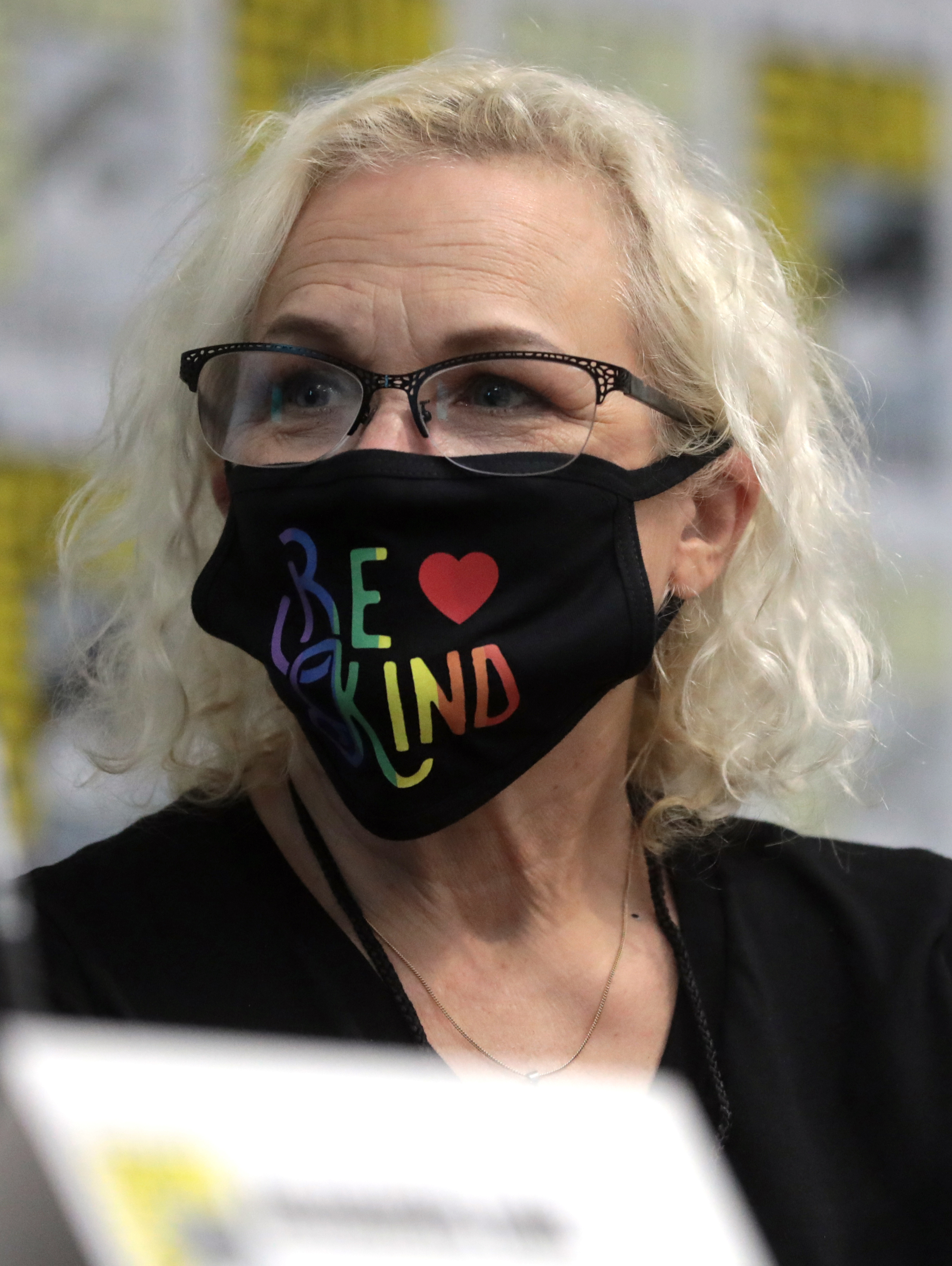

엘리자베스 데너히(Elizabeth Hannah Dennehy, 영어 발음: /ˈdɛnəhi/, 1960년 10월 1일 ~ )는 미국의 배우이다.

## 출연 작품
- 리플레이 (2017년) - 앤 역
- 재닌 프롬 디모인 (2012년)
- 핸콕 (2008년)
- 웰컴 투 파라다이스 (2007년)
- 레드 드래곤 (2002년)
- 맨 헌팅 (1999년)
- 신의 전사 2 (1998년)
- 솔저 (1998년)
- 더 게임 (1997년)
- 가타카 (1997년)
- 긴급 명령 (1994년)
- 워터댄스 (1992년)

### 텔레비전
- 스타 트렉: 더 넥스트 제너레이션 (1990)
- 사인펠드 (1993)